# Capo Charles
Capo Charles (in inglese Cape Charles) è il capo settentrionale  delimitante lo stretto che separa la baia di Chesapeake dall'Oceano Atlantico, di fronte a quello meridionale, Capo Henry. Si trova nella Contea di Northampton, nello stato della Virginia (Stati Uniti d'America).
Capo Charles fu così denominato in onore del figlio di Giacomo I d'Inghilterra e suo successore al trono, Carlo.
Capo Charles e Capo Henry sono noti come Virginia Capes.